# Judeotalijanski jezik
Judeotalijanski jezik (italkian; ISO 639-3: itk), italo-dalmatski jezik kojim se služe Židovi u Italiji i židovskoj zajednici na otoku Kerkira u Grčkoj. Danas ima oko 200 govornika, a prije je bio znatno rasprostranjeniji, poglavito u urbanim središtima kao što su Rim, Modena, Ferrara, Mantova i drugdje. Imao je nekoliko dijalekata.

## Vanjske poveznice
- Ethnologue (14th)
- Ethnologue (15th)